# Ezio Pascutti
Ezio Pascutti (Chiasiellis, 1º giugno 1937 – Bologna, 4 gennaio 2017) è stato un calciatore e allenatore di calcio italiano, di ruolo attaccante.

## Caratteristiche tecniche
Giocava come ala.

## Carriera

### Giocatore

#### Club
Il suo nome è legato a doppio filo con quello del Bologna, squadra alla quale approdò nel 1954-1955 a 17 anni. Esordì diciottenne in Serie A e a partire dal 1958-1959 formò una coppia d'ali con Marino Perani.
Rimase al Bologna fino al 1969, con 296 partite in serie A e 130 reti. Con la propria squadra conquistò anche il celebre scudetto del 1964, guadagnato nello spareggio con l'Inter, e una Coppa Mitropa.
Tra i tanti meriti sportivi, Pascutti ha detenuto per moltissimo tempo il record di reti consecutive in campionato senza calci di rigore (10), infranto nel 1994 da Gabriel Batistuta.

#### Nazionale
Conta 17 presenze in Nazionale, con la quale segnò anche 8 reti (oltre a 2 presenze e una rete con la Nazionale B). Ha inoltre partecipato a due campionati del mondo: nel 1962 e nel 1966.
Nonostante le sue indubbie qualità sportive, Pascutti è ricordato anche per un episodio avvenuto in un incontro della nazionale contro l'URSS il 13 ottobre 1963: reagì al duro trattamento riservatogli dal terzino Dubinsky guadagnandosi un'espulsione al 23º; la Nazionale fu sconfitta ed eliminata dagli Europei.

Pascutti (secondo da sinistra) in Nazionale nel 1962, assieme al CT Fabbri e ai compagni Maldini, Orlando, Fogli e Sormani.

Da allora la fama di essere "quello del pugno facile" gli rimase attaccata come una maledizione, amareggiando ogni successiva vittoria sportiva. Pascutti si era solo avvicinato con impeto al difensore russo, ma non l'aveva toccato. Da allora in poi in tutti i campi d'Italia fu regolarmente insultato e fischiato, tanto da scendere in campo con tappi di cera nelle orecchie.

### Allenatore
Dopo il ritiro, Pascutti ha conseguito il patentino di allenatore di seconda categoria per club semiprofessionistici. Ha allenato quindi squadre nelle serie inferiori, fra cui il Baracca Lugo, il Russi e la Sassolese in Serie D.
È sepolto alla Certosa di Bologna.

## Statistiche

### Presenze e reti nei club
| Stagione        | Squadra         | Campionato      | Campionato | Campionato |
| Stagione        | Squadra         | Comp            | Pres       | Reti       |
| --------------- | --------------- | --------------- | ---------- | ---------- |
| 1954-1955       | Bologna         | A               | 0          | 0          |
| 1955-1956       | Bologna         | A               | 18         | 11         |
| 1956-1957       | Bologna         | A               | 27         | 11         |
| 1957-1958       | Bologna         | A               | 26         | 12         |
| 1958-1959       | Bologna         | A               | 31         | 17         |
| 1959-1960       | Bologna         | A               | 18         | 8          |
| 1960-1961       | Bologna         | A               | 13         | 4          |
| 1961-1962       | Bologna         | A               | 28         | 11         |
| 1962-1963       | Bologna         | A               | 18         | 14         |
| 1963-1964       | Bologna         | A               | 25         | 8          |
| 1964-1965       | Bologna         | A               | 26         | 7          |
| 1965-1966       | Bologna         | A               | 22         | 10         |
| 1966-1967       | Bologna         | A               | 21         | 10         |
| 1967-1968       | Bologna         | A               | 20         | 7          |
| 1968-1969       | Bologna         | A               | 3          | 0          |
| Totale carriera | Totale carriera | Totale carriera | 296        | 130        |

### Cronologia presenze e reti in nazionale
| Cronologia completa delle presenze e delle reti in nazionale ― Italia | Cronologia completa delle presenze e delle reti in nazionale ― Italia | Cronologia completa delle presenze e delle reti in nazionale ― Italia | Cronologia completa delle presenze e delle reti in nazionale ― Italia | Cronologia completa delle presenze e delle reti in nazionale ― Italia | Cronologia completa delle presenze e delle reti in nazionale ― Italia | Cronologia completa delle presenze e delle reti in nazionale ― Italia | Cronologia completa delle presenze e delle reti in nazionale ― Italia |
| Data                                                                  | Città                                                                 | In casa                                                               | Risultato                                                             | Ospiti                                                                | Competizione                                                          | Reti                                                                  | Note                                                                  |
| --------------------------------------------------------------------- | --------------------------------------------------------------------- | --------------------------------------------------------------------- | --------------------------------------------------------------------- | --------------------------------------------------------------------- | --------------------------------------------------------------------- | --------------------------------------------------------------------- | --------------------------------------------------------------------- |
| 9-11-1958                                                             | Parigi                                                                | Francia                                                               | 2 – 2                                                                 | Italia                                                                | Amichevole                                                            | -                                                                     |                                                                       |
| 7-6-1962                                                              | Santiago del Cile                                                     | Italia                                                                | 3 – 0                                                                 | Svizzera                                                              | Mondiali 1962 - 1º turno                                              | -                                                                     |                                                                       |
| 11-11-1962                                                            | Vienna                                                                | Austria                                                               | 1 – 2                                                                 | Italia                                                                | Amichevole                                                            | 2                                                                     |                                                                       |
| 2-12-1962                                                             | Bologna                                                               | Italia                                                                | 6 – 0                                                                 | Turchia                                                               | Qual. Euro 1964                                                       | -                                                                     |                                                                       |
| 13-10-1963                                                            | Mosca                                                                 | Unione Sovietica                                                      | 2 – 0                                                                 | Italia                                                                | Qual. Euro 1964                                                       | -                                                                     | 23’                                                                   |
| 11-4-1964                                                             | Firenze                                                               | Italia                                                                | 0 – 0                                                                 | Cecoslovacchia                                                        | Amichevole                                                            | -                                                                     |                                                                       |
| 5-12-1964                                                             | Bologna                                                               | Italia                                                                | 3 – 1                                                                 | Danimarca                                                             | Amichevole                                                            | 2                                                                     |                                                                       |
| 13-3-1965                                                             | Amburgo                                                               | Germania Ovest                                                        | 1 – 1                                                                 | Italia                                                                | Amichevole                                                            | -                                                                     |                                                                       |
| 16-6-1965                                                             | Malmö                                                                 | Svezia                                                                | 2 – 2                                                                 | Italia                                                                | Amichevole                                                            | 1                                                                     |                                                                       |
| 23-6-1965                                                             | Helsinki                                                              | Finlandia                                                             | 0 – 2                                                                 | Italia                                                                | Qual. Mondiali 1966                                                   | -                                                                     |                                                                       |
| 27-6-1965                                                             | Budapest                                                              | Ungheria                                                              | 2 – 1                                                                 | Italia                                                                | Amichevole                                                            | -                                                                     |                                                                       |
| 7-12-1965                                                             | Napoli                                                                | Italia                                                                | 3 – 0                                                                 | Scozia                                                                | Qual. Mondiali 1966                                                   | 1                                                                     |                                                                       |
| 14-6-1966                                                             | Bologna                                                               | Italia                                                                | 6 – 1                                                                 | Bulgaria                                                              | Amichevole                                                            | -                                                                     |                                                                       |
| 22-6-1966                                                             | Torino                                                                | Italia                                                                | 3 – 0                                                                 | Argentina                                                             | Amichevole                                                            | 2                                                                     |                                                                       |
| 29-6-1966                                                             | Firenze                                                               | Italia                                                                | 5 – 0                                                                 | Messico                                                               | Amichevole                                                            | -                                                                     |                                                                       |
| 16-7-1966                                                             | Sunderland                                                            | Unione Sovietica                                                      | 1 – 0                                                                 | Italia                                                                | Mondiali 1966 - 1º turno                                              | -                                                                     |                                                                       |
| 25-6-1967                                                             | Bucarest                                                              | Romania                                                               | 0 – 1                                                                 | Italia                                                                | Qual. Euro 1968                                                       | -                                                                     |                                                                       |
| Totale                                                                |                                                                       | Presenze                                                              | 17                                                                    |                                                                       | Reti (39º posto)                                                      | 8                                                                     |                                                                       |

## Palmarès

### Giocatore

#### Club

##### Competizioni nazionali
- Campionato italiano: 1

Bologna: 1963-1964

##### Competizioni internazionali
- Coppa Mitropa: 1

Bologna: 1961

## Curiosità
- Venne citato nel film del 1984 L'allenatore nel pallone quando Oronzo Canà (Lino Banfi), in sede di calciomercato, è scambiato da Luciano Spinosi proprio per Pascutti "la famosa pelata, la grande ala sinistra del Bologna degli anni '60".